# Giuseppe Marinello
Giuseppe Francesco Maria Marinello (Sciacca, 20 novembre 1958) è un politico italiano.

## Biografia
Odontoiatra, già esponente della Democrazia Cristiana, dopo lo scioglimento del partito aderisce a Forza Italia, con cui diventa consigliere comunale a Sciacca nel 1999.
Viene eletto per la prima volta alla Camera dei deputati nel 2001 per la XIV Legislatura nel collegio maggioritario di Sciacca, dove viene schierato dalla Casa delle Libertà.
Riconfermato alla Camera nella legislatura successiva nella lista di Forza Italia nella circoscrizione Sicilia 1, è stato poi confermato anche alle elezioni del 2008 nelle liste del Popolo della Libertà, del quale diviene membro del consiglio direttivo alla Camera.
Ha ricoperto il ruolo di coordinatore provinciale di Forza Italia ad Agrigento.
Marinello è stato relatore, assieme a Maurizio Fugatti della Lega Nord, del ddl Sviluppo del 2011 approvato alla Camera il 21/06/11 con 317 si,293 no e 2 astenuti, dopo che il Governo ha posto la questione di fiducia.
Alle elezioni politiche del 2013 viene eletto al Senato della Repubblica, nelle liste del Popolo della Libertà in Sicilia.
Il 16 novembre 2013, con la sospensione delle attività del Popolo della Libertà, aderisce al Nuovo Centrodestra guidato da Angelino Alfano.
Il 18 marzo 2017, con lo scioglimento del Nuovo Centrodestra, confluisce in Alternativa Popolare.
Alle elezioni regionali Siciliane del 5 novembre 2017 si candida all'ARS, nelle liste di Alternativa Popolare in provincia di Agrigento. Ottiene 3.528 preferenze e non viene eletto. Non si ricandida alle elezioni politiche del 2018.
Nel 2020 aderisce a Fratelli d'Italia, di cui diventa responsabile agricoltura